# Tachygyna speciosa
Tachygyna speciosa Millidge, 1984 è un ragno appartenente alla famiglia Linyphiidae.

## Caratteristiche
Gli esemplari maschili hanno lunghezza totale 1,45 mm - 1,55 mm; il cefalotorace è lungo 0,60 mm - 0,65 mm; le femmine sono leggermente più piccole.

## Distribuzione
La specie è stata rinvenuta negli USA: l'olotipo maschile è stato reperito a est-nord-est del lago Manzanita, nella contea californiana di San Diego, nel settembre 1965; altri esemplari sono stati rinvenuti in alcune località della California settentrionale e del Nevada

## Tassonomia
Al 2013 non sono note sottospecie e non sono stati esaminati nuovi esemplari dal 1984.